# Propriété de la moyenne
En analyse mathématique, la propriété de la moyenne caractérise les fonctions harmoniques.

## Théorème
- Soient {\displaystyle u} une fonction harmonique sur un ouvert {\displaystyle \Omega \subset \mathbb {R} ^{n}} et {\displaystyle {\overline {B(x,R)}}} une boule fermée incluse dans cet ouvert. Alors, la valeur de {\displaystyle u} au centre {\displaystyle x} de cette boule est égale à la valeur moyenne de {\displaystyle u} à sa surface. Cette valeur {\displaystyle u(x)} est donc aussi égale à la valeur moyenne de {\displaystyle u} à l'intérieur de la boule. Autrement dit :{\displaystyle u(x)={\frac {1}{n\omega _{n}r^{n-1}}}\int _{\partial B(x,r)}u\,d\sigma ={\frac {1}{\omega _{n}r^{n}}}\int _{B(x,r)}u\,dV}[1],où {\displaystyle \omega _{n}} désigne le volume de la boule unité de dimension {\displaystyle n} et {\displaystyle \sigma } la mesure de surface sur la {\displaystyle n-1}-sphère bordant {\displaystyle B(x,R)}.
- Réciproquement[2], une fonction {\displaystyle u} continue sur {\displaystyle \Omega } est harmonique dès qu'elle vérifie la propriété de la moyenne, c'est-à-dire dès que :